# 笑いの祭典 ゴールドステージ!!
『笑いの祭典 ゴールドステージ!!』（わらいのさいてんゴールドステージ）は、日本テレビ系の『モクスペ』枠で放送されたバラエティ番組である。

## 放送日
- 第1回:2008年6月26日
- 第2回:2008年11月6日

## 概要
出演芸人が決められた持ち時間ごとに分かれて登場し、ネタを披露するという番組。
第1回は『1ミニッツステージ』（1分）、『3ミニッツステージ』（3分）、『5ミニッツステージ』（5分）に分かれて出演。第2回は持ち時間が1分、2分、5分の3パターンに変わり、1分が『ダッシュステージ』、2分が『インパクトステージ』、5分が『ダイナミックステージ』という構成となっている。
芸人の登場の仕方は、第1回はステージの下からせり上がる形で登場し、退場する時はまた下へ降りていくというものだったが、第2回は正面から登場するという形となっている。出演芸人は、キャッチコピー風のフレーズと芸歴の年数と一緒に紹介される。
放送順は、第1回が1ミニッツ → 3ミニッツ → 5ミニッツ、と順番に放送されたが、 第2回ではインパクトステージが3パート、ダイナミックステージが4パート、ダッシュステージが2パートと分かれ、これらを混ぜて放送する形となった。

## MC
- 堺正章 （第1回、第2回）
- 山田優 （第1回）
- 久本雅美 （第2回）
- 羽鳥慎一 （日本テレビアナウンサー、第1回）
- 夏目三久 （日本テレビアナウンサー、第2回）

## ゲスト
- 第1回:伊東四朗、井上和香、賀集利樹、春風亭昇太、藤田朋子、眞鍋かをり、山口もえ、板野友美（AKB48）、河西智美（AKB48）
- 第2回:小池栄子、柳沢慎吾、柴田理恵、高畑淳子、片岡安祐美、安めぐみ、杉浦太陽

## 出演芸人
※出演順

### 第1回

#### 1ミニッツステージ
- キャン×キャン
- オキシジェン
- 我が家
- イワイガワ
- まえだまえだ
- こまつ
- ドラハッパー
- タカダ・コーポレーション
- 超新塾
- オードリー
- 森三中
- 藤崎マーケット

#### 3ミニッツステージ
- ザ・パンチ
- ザブングル
- TKO
- ナイツ
- 東京03
- ハリセンボン
- ななめ45°
- トータルテンボス
- 髭男爵
- マシンガンズ
- ラバーガール
- 博多華丸・大吉
- 小島よしお
- 芋洗坂係長
- 鳥居みゆき

#### 5ミニッツステージ
- おぎやはぎ
- バナナマン
- ブラックマヨネーズ
- キャイ〜ン

### 第2回
※各ステージは、インパクト（キャン×キャン～アジアン）→ダイナミック（スピードワゴン～ナイツ）→ダッシュ（三福星～みょーちゃん）→インパクト（ザ・たっち～ホリ）→ダイナミック（フットボールアワー～ブラックマヨネーズ）→インパクト（はるな愛～エレファントジョン）→ダイナミック（中川家、神奈月）→ダッシュ（嗚呼!しらき～マッチポンプ）→ダイナミック（バナナマン～ダチョウ倶楽部）の順番で放送された。

#### インパクトステージ (2分)
- キャン×キャン
- ザブングル
- ななめ45°
- キングオブコメディ
- チョコレートプラネット
- 響
- アジアン
- ザ・たっち
- U字工事
- ホリ
- はるな愛
- アンガールズ
- いとうあさこ
- エレファントジョン

#### ダイナミックステージ (5分)
- スピードワゴン
- ライセンス
- アンジャッシュ
- ジャリズム
- ナイツ
- フットボールアワー
- TKO
- バッファロー吾郎
- ブラックマヨネーズ
- 中川家
- 神奈月
- バナナマン
- ロバート
- ダチョウ倶楽部

#### ダッシュステージ (1分)
- 三福星
- ロシアンモンキー
- パンダーズ
- イワイガワ
- 麦芽
- みょーちゃん
- 嗚呼!しらき
- どきどきキャンプ
- じっちゃん
- 火災報知器
- 弾丸ビーンズ
- マッチポンプ

## スタッフ
- ナレーター:三村ロンド（第2回）
- 構成:詩村博史、北本かつら、石田裕之、田中大祐、清隼一郎、徳大寺喜八、清水寛生
- プロデューサー:近藤弘道、寺本俊司、古殿佳織、松本光司、磯野太、大山恭平

- 企画･演出：ピッコロきど